# アントニーン・レイハ

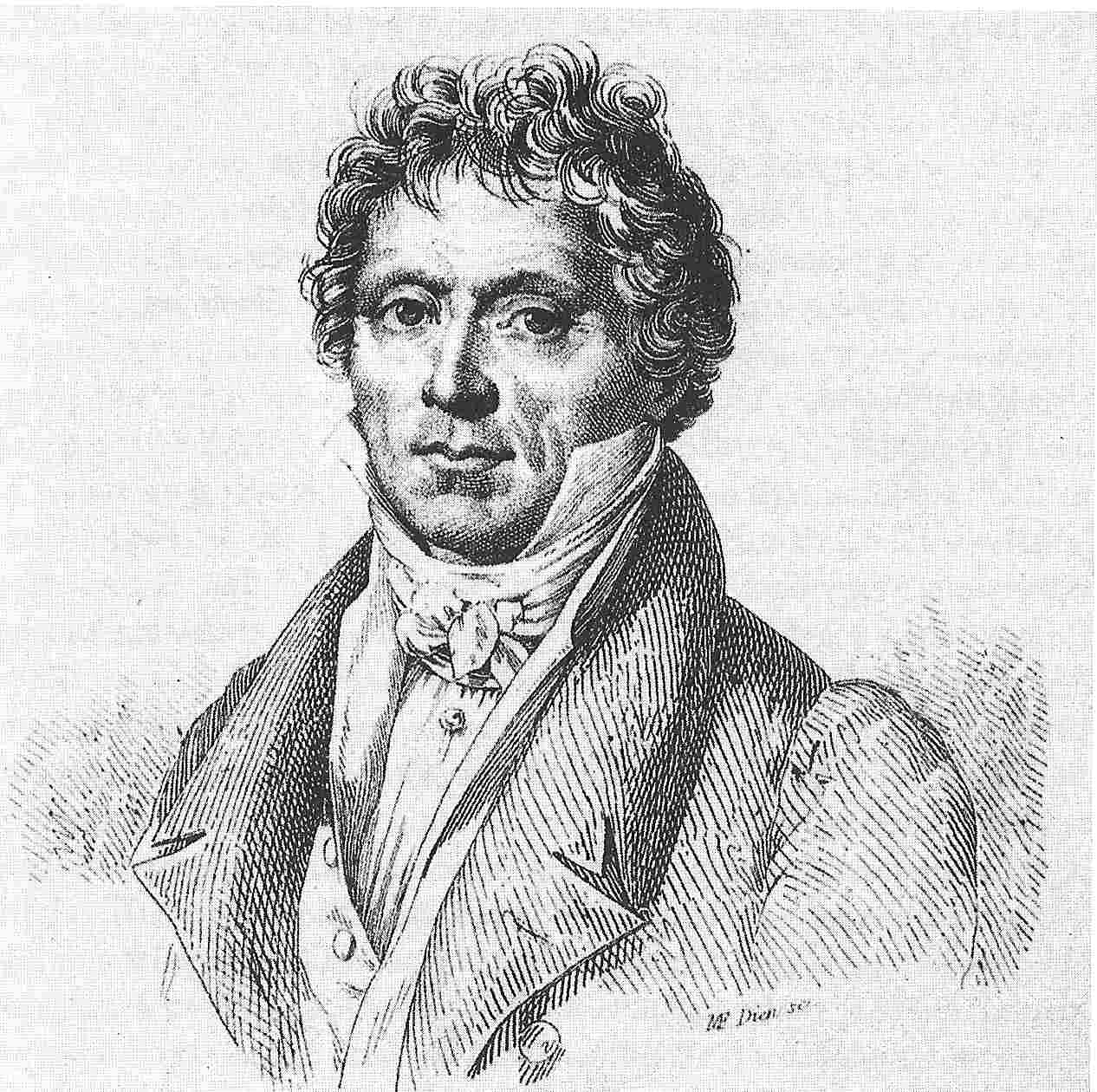
アントニーン・レイハ

アントニーン・レイハ（Antonín Rejcha チェコ語発音, 1770年2月26日 - 1836年5月28日）は、チェコ出身の作曲家、音楽理論家。フランス及びドイツでの活動が長かったことから、フランス名アントワーヌ・ライシャ（またはレイシャ、レシャ、Antoine Reicha）、ドイツ名アントン・ライヒャ（Anton Reicha）でも知られる。
24曲の木管五重奏曲をはじめとする管楽器のための作品を多数残し、この分野での開拓者となった。音楽教育面ではパリ音楽院の作曲科教授として、フランツ・リスト、エクトル・ベルリオーズ、シャルル・グノー、セザール・フランクらを育てた。ルートヴィヒ・ヴァン・ベートーヴェンとは同年生まれで、友人でもある。
理論家としては、19世紀を超えて20世紀に通じる書法を予言していたが、評価されたのは21世紀に入ってからである。

## 略歴
- 1770年プラハ生まれ。
- 1780年10歳のときに孤児となり、ドイツでチェロ奏者で作曲家でもあった叔父ヨーゼフ・ライヒャに引き取られ、ニュルンベルク近郊に移る。
- 1785年、レイハはケルン選帝侯マクシミリアンの宮廷楽団のフルート奏者としてボンに移る。同じ楽団でヴィオラ奏者だったベートーヴェンと知り合ったのは、このときである。同年、叔父ヨーゼフが指揮するケルン歌劇場管弦楽団に加わる。このころにはドイツ語だけでなくフランス語も習得していたという。
- 1789年、ベートーヴェンとともにボン大学に入学。しかし、フランス革命軍によってボンが占領され、宮廷楽団は解体されたためにハンブルクに移り、ピアノ及び作曲の教師となる。
- 1801年、ウイーンに移り、ベートーヴェンと再会。フランツ・ヨーゼフ・ハイドンに師事、マンハイム楽派やグルック、モーツァルトなどの影響を受ける。
- 1808年、パリに移る。このとき38歳。
- 1817年、パリ音楽院の作曲科の教授になる。
- 1829年、フランスに帰化。
- 1835年、学士院の会員に選ばれる。
- 1836年、パリで没。ペール・ラシェーズ墓地に埋葬された。

## 主な作品
レイハの創作活動はオペラやカンタータ、7曲の交響曲、管弦楽曲をはじめとしてあらゆるジャンルにわたっているが、現在でも演奏されるのは、室内楽の分野、とりわけ木管五重奏曲（24曲）、フルートのための二重奏曲（22曲）など管楽のための楽曲である。近年ではピアノ曲の再評価が進み、イヴァン・イリッチらにより録音が増えている。
詳細についてはen:List of compositions by Anton Reichaを参照。

### 室内楽作品
- 木管五重奏曲　作品88（6曲、1817年）、作品91（6曲、1818年）、作品99（6曲、1819年）、作品100（6曲、1820年）
- フルート五重奏曲（フルート、2ヴァイオリン、ヴィオラ、チェロ）イ長調　作品105（1824年）
- フルート四重奏曲（フルート、ヴァイオリン、ヴィオラ、チェロ）　作品98（6曲）
- 4本のフルートのための四重奏曲シンフォニコ　ニ長調　作品12、ニ長調　作品19、ト長調　作品27
- フルート、ヴァイオリン、チェロのためのモーツァルトの主題による18の変奏と幻想曲　作品51（1804年）
- フルートとピアノのためのソナタト長調　作品54、ニ長調　作品103
- 2本のフルートのための変奏曲　作品20、2本のフルートのための3つのロマンス　作品21

### ピアノ作品
- ピアノのための36のフーガ（Trente-six Fugues pour le Piano-Forté）　作品36
- 変奏の技法（L'art de varier）　作品57

どちらもそれぞれの作品番号に合わせて、ピアノのためのフーガ「作品36」は全36曲から構成され、『変奏の技法』は「作品57」ということで主題と56の変奏曲、通して「57曲」から構成されている。『36のフーガ』は複合拍子、和音の三度近親、2重から6重フーガなど斬新な書法が取り入れられ、ベートーヴェンをして「これはフーガではない」と言わしめた。この曲は、恩師のハイドンに献呈されている。また、『変奏の技法』はぶっ通しで1時間10分余りの演奏時間を要するため、当時のピアニストからは「演奏不可能な難曲」と言われた。2曲とも録音がある。
- エチュードまたは練習曲（Études ou exercices）作品30

2巻、全20曲からなる作曲様式の練習曲。終曲は一人で演奏するにもかかわらず、四段楽譜にしてト音記号、ヘ音記号の他にハ音記号まで用いている。
- フーガの様式による練習曲（Études dans le genre fugué）作品97

全34曲。平均律クラヴィーア曲集同様に前奏曲とフーガにより構成される。

## 著作
レイハの『高等作曲教程 Traité de haute composition musicale』(1818年)は、カール・チェルニーが1835年ごろにドイツ語翻訳するなど、各国で広く用いられ、作曲理論家としても名声を獲得している。レイハの著作は20世紀初頭まで多くの音楽学校で教材として用いられた。本著作において、レイハは多調、四分音など20世紀の音楽を先取りする作風さえ提唱しているが当時は評価されず、21世紀にようやく再評価が進んだ。一方、レイハ自身は評価については無頓着だった。
その他以下のような著作がある。
- 旋律論 Traité de mélodie (1814年)
- 作曲法 Cours de composition musicale（1818年）
- 舞台作曲家の至芸 L'art du compositeur dramatique (1833年)：オペラの作曲法と上演法